# Adin Ljuca
Adin Ljuca (* 18. března 1966, Zenica, Jugoslávie) je bosenský básník, prozaik, překladatel, a knihovník. Od konce roku 1992 žije v Praze.

## Život
Dětství strávil ve středobosenském městečku Maglaj. Studoval literární komparatistiku a knihovnictví na Filozofické fakultě univerzity v Sarajevu, kde zároveň pracoval jako tajemník literárního časopisu Književna revija. Po vypuknutí války v Bosně a Hercegovině byl při obraně Maglaje zraněn, po hospitalizaci v chorvatském Záhřebu odešel z bývalé Jugoslávie do Československa. Od konce listopadu 1992 žije v Praze. Vystudoval literární komparatistiku na Filozofické fakultě UK. Jako spolupracovník humanitární organizace Člověk v tísni se v 90. letech podílel na řadě projektů v poválečné Bosně a Hercegovině. Od poloviny 90. let do roku 2008 pracoval ve Slovanské knihovně při Národní knihovně České republiky v Praze. Od roku 2008 pracuje v Národní technické knihovně v Praze, kde působí jako vedoucí historického fondu. Vedle vlastní literární tvorby se věnuje výzkumu česko-bosenských a česko-jihoslovanských vztahů a překladatelství z češtiny do rodného jazyka. V roce 2004 natočil režisér Marek Dušák o autorově životě dokumentární film Účel cesty (délka 28 minut).

## Dílo

### Poezie
- Stalaktit. Ostrava: Protimluv 2019 (překlad František Šístek)
- Stalaktit. Tešanj: Centar za kulturu i obrazovanje, 2015.
- Hidžra. Praha: Menora, 1996 (druhé vydání: Sarajevo: Zid, 1998; česky Praha: Ivo Železný, 2000; druhé české vydání: Praha 2004, překlad Dušan Karpatský)

### Próza
- Jedna věta. Praha: Revolver Revue 2020 (deníkové záznamy z roku 2019, překlad Jaroslav Šulc)
- Jeden bílý den. Ostrava: Protimluv 2017 (sbírka povídek, překlad František Šístek)
- Istetovirane slike. Sarajevo: Buybook, 2010
- Vytetované obrazy. Praha: Arbor vitae, 2005 (sbírka 12 povídek, překlad Filip Tesař).

### Odborné práce
- Maglaj na tragovima prošlosti. Prag: Općina Maglaj, 1999 (kulturně-historická monografie).

### Překlady
- Jaromír Štětina: Stoljeće čuda. Sarajevo: Buybook, 2003.
- František Šístek: Naša braća na jugu : Češke predstave o Crnoj Gori i Crnogorcima 1830 - 2006. Cetinje - Podgorica: Matica crnogorska, 2009.[2]
- Ivan Wernisch: Muha u jutarnjem pivu (výbor z básnické tvorby). Tešanj: Centar za kulturu i obrazovanje, 2012.
- Filip Tesař: Etnički konflikti. Beograd: Biblioteka XX vek, 2019.[3]

#### Recenze knihyVytetované obrazy
- Jan Machonin: Cesta z posttraumatického stavu. (A2 č. 1/05, 05.10.2005)
- Jan Kuneš: Vytetované obrazy z Bosny[nedostupný zdroj]. (Literární noviny 2005 / č.40)]
- Ondřej Horák: Z válečné Bosny do Klementina. (Lidové noviny 23. ledna 2006)
- Ivana Srbková: Ve vlaku s Adinem Ljucou a J. D. Salingerem. (ILiteratura.cz. 1.8. 2007)

#### Literární tvorba
- Odnikud s láskou (Esej o Josifu Brodskem a Milanu Kunderovi). Nová Přítomnost 3, březen 1996
- Bohumil Pavlů (povídka, překlad Dušan Karpatský). Aluze 2/2007 – audiopovídka, čte Adin Ljuca
- Kino Sloboda (povídka v bosenštině), Žurnal online magazine, 2. duben/april/travanj 2010

#### Odborné texty
- Češi a počátky turismu v Bosně a Hercegovině. u: Studia Balcanica Bohemo-Slovaca VI. Sv. I. Sborník příspěvků ze VI. mezinárodního balkanistického sympozia, Brno 25.-27. 4. 2005, Brno 2006, 253-266.
- Turci a Švábové, nebo slovanští bratři? Český pohled na bosenské muslimy v letech 1878-1918. u: Pravda, láska a ti na „východě“: Obrazy středoevropského a východoevropského prostoru z pohledu české společnosti. Sborník příspěvků z konference, Praha, 12.11.2005. Praha, Fakulta humanitních studií Univerzity Karlovy, 2006, 122-134.
- Bosniaca u Slavenskoj biblioteci u Pragu. u: ICSL Godišnjak međunarodnog susreta bibliotekara slavista u Sarajevu 2006. Zbornik referata sa 2. Međunarodnog susreta bibliotekara slavista, Sarajevo 19.-24.4.2006, 38-53.
- Bosniaca u češkim izvorima. u: ICSL Godišnjak međunarodnog susreta bibliotekara slavista u Sarajevu 2007. Zbornik referata sa 3. Međunarodnog susreta bibliotekara slavista, Sarajevo 19.-24.4.2007, 92-100.
- Historie česko-bosenských vztahů od 19. století do současnosti (spolu s Ladislavem Hladkým). Slovanský přehled, XCIII (2007), No. 3

#### Rozhovory
- Psaní není sprint, ale maraton: Rozhovor s básníkem Adinem Ljucou v: Plav - měsíčník pro světovou literaturu, 7-8/2008 Srbsko a Bosna a Hercegovina.
- Krásný ztráty: Rozhovor Michala Prokopa se sólistou baletu ND Alexandrem Katsapovým a bosenským básníkem a spisovatelem Adinem Ljuca, ČT2, 2008
- Překládání je hornická práce v Plav - měsíčník pro světovou literaturu, 1/2021 England your England?